# El millor dels temps
El Millor dels Temps va ser un programa radiofònic que s'emetia a Catalunya Música que s'emet a Catalunya Música els diumenges de 6 a 7 de la tarda i les dues darreres temporades de 10 a 11 del matí, dirigit per Francesc Hernàndez i conduït pel mateix Francesc Hernàndez i Anna Ponces, dedicat al teatre musical, tant referent en l'actualitat nacional i internacional en el món del teatre, el cinema i els nous formats audiovisuals, així com programes monogràfics dedicats a obres emblemàtiques, grans compositors i perles ocultes de la història del musical.
El primer programa es va emetre el 10 de setembre de 2017 i el darrer el 28 de febrer de 2021.

## Seccions
- El racó de l'Òscar: L'anàlisi experta d'alguna cançó del musical de la setmana, amb la veu i el piano de l'Òscar Peñarroya.
- La perla: En Francesc porta un regal musical, una bogeria en forma de cançó o alguna delicatessen especialment pensada per als nostres oients més experts relativa al musical de la setmana.
- Protagonsites: Entrevistes amb cantants, directors, dramaturgs... L'actualitat del món dels musicals en veu dels seus protagonistes.
- Els millors: Recomanacions musicals, versions, imitacions, altres espectacles del mateix autor... La secció que obre el focus del tema del programa.
- A primera fila: Les novetats d'aquí i d'arreu des de primera fila. Agenda, llibres, discos, pel·lícules, espectacles que estan en cartellera i que vindran, projectes futurs...